# Das Duo
Das Duo ist eine deutsche Krimireihe, die von der TV60Filmproduktion (Sven Burgemeister) für das ZDF produziert wurde. Die Hauptrolle übernahm die Schweizer Schauspielerin Charlotte Schwab als Kriminalhauptkommissarin Marion Ahrens, die zunächst an der Seite von Ann-Kathrin Kramer alias Lizzy Krüger, später an der Seite von Lisa Martinek alias Clara Hertz, ermittelte. Von 2002 bis 2012 wurden in unregelmäßigen Abständen insgesamt 24 Folgen ausgestrahlt.

## Hintergrund
Die Reihe spielt in Lübeck und Umgebung. An der Seite von Kriminalhauptkommissarin Marion Ahrens ermittelte in den ersten elf Folgen Kriminalkommissarin Lizzy Krüger, ab Folge zwölf Kriminalkommissarin Clara Hertz.
Lisa Martineks Rolle der Kriminalkommissarin Clara Hertz wurde – wie die Schauspielerin zum Zeitpunkt der Dreharbeiten im Sommer 2010 selbst – im Fall Liebe und Tod schwanger.
September 2012 wurde mit der Folge Tote lügen besser der letzte Fall der Reihe ausgestrahlt. Der Sender begründete die Beendigung der Reihe mit der Aussage, die Beteiligten wollten neue Wege gehen.

## Figuren

### Marion Ahrens
Kriminalhauptkommissarin Marion Ahrens ist tiefverbunden mit ihrer Heimatstadt Lübeck. Sie leitet stets die Ermittlungen der Fälle. Ahrens ist die Vorgesetzte von Lizzy Krüger und Clara Hertz. Ahrens’ Mann Viktor Ahrens leitet die Kriminaltechnik und hat im Laufe der Zeit einige private Probleme mit ihm zu bewältigen, die sich manchmal nicht mit den beruflichen trennen kann. In der Zeit in der sich mit Clara Hertz ermittelt, offenbart sie ihre intimen Probleme über ihre Tage.

### Lizzy Krüger
Die junge Kriminalkommissarin Lizzy Krüger wechselt von Hamburg nach Lübeck. Sie stößt am Anfang auf wenig Gegenliebe bei ihrer Vorgesetzten Marion Ahrens. Auch ihr neuer Kollege Benno Polenz (Mišel Matičević), der sich selber Hoffnungen auf Krügers Stelle gemacht hatte, begegnet Krüger mit Reserviertheit. Nach elf gemeinsamen Fällen steigt sie aus, um sich eine Auszeit für das familieneigene Reitgestüt zu nehmen.

### Clara Hertz
Kriminalkommissarin Clara Hertz löst Lizzy Krüger mit dem zwölften Fall Man lebt nur zweimal ab. Ihre erste Begegnung mit ihrer Vorgesetzten Ahrens hatte sie bei einem kleinen Zusammenstoß mit dem Auto. Sie hatte eine Affäre mit dem Bankdirektor Robert Lilienthal (Roman Knižka), von dem sie schwanger ist, wie man in dem Fall Liebe und Tod erfährt.

## Besetzung
| Schauspieler         | Rollenname        | Episoden            | Position                                                                            |
| -------------------- | ----------------- | ------------------- | ----------------------------------------------------------------------------------- |
| Charlotte Schwab     | Marion Ahrens     | 1 – 24              | Kriminalhauptkommissarin                                                            |
| Ann-Kathrin Kramer   | Lizzy Krüger      | 1 – 11              | Kriminalhauptkommissarin, nimmt sich eine Auszeit für das familieneigene Reitgestüt |
| Lisa Martinek        | Clara Hertz       | 12 – 24             | Kriminalhauptkommissarin, Nachfolgerin von Lizzy Krüger                             |
| Peter Prager         | Viktor Ahrens     | 1 – 24              | Ehemann von Marion Ahrens, Leiter der Kriminaltechnik                               |
| Andreas Kaufmann     | Rechtsmediziner   | 4 – 24              |                                                                                     |
| Bernhard Piesk       | Frank Düblin      | 14 – 24             | Kriminalassistent                                                                   |
| Sólveig Arnarsdóttir | Uschi Jacobs      | 1 – 12              |                                                                                     |
| Roland Riebeling     | Gernot Hilsdorf   | 1 – 7               |                                                                                     |
| Björn Kirschniok     | Lars Rothe        | 5, 7, 9, 11, 12, 13 | Polizei-Kollege                                                                     |
| Martin Brambach      | Jens Gante        | 6, 12, 24           | Verkäufer in einem Autohaus                                                         |
| Peter Benedict       | Claas Güstrow     | 5, 12, 20           |                                                                                     |
| Ulrich von Bock      | Dr. Frank Hornung | 4, 11, 17           |                                                                                     |
| Peter Franke         | Dr. Bau           | 1, 19, 23           |                                                                                     |

## Episodenliste
| Folge | Titel                      | Erstausstrahlung       | Regie                 |
| ----- | -------------------------- | ---------------------- | --------------------- |
| 1     | Im falschen Leben          | 16. März 2002          | Connie Walther        |
| 2     | Tod am Strand              | 5. Apr. 2002           | René Heisig           |
| 3     | Totes Erbe                 | 26. Okt. 2002          | Niki Stein            |
| 4     | Stiller Tod                | 8. März 2003           | Peter Fratzscher      |
| 5     | Der Liebhaber              | 30. Juni 2003          | Marc Rothemund        |
| 6     | Bauernopfer                | 21. Feb. 2004          | Christian Görlitz     |
| 7     | Falsche Träume             | 18. Sep. 2004          | Thomas Jauch          |
| 8     | Blutiges Geld              | 16. Apr. 2005          | Peter Keglevic        |
| 9     | Herzflimmern               | 17. Sep. 2005          | Peter Fratzscher      |
| 10    | Unter Strom                | 6. Mai 2006            | Urs Egger             |
| 11    | Auszeit                    | 3. Juni 2006           | Urs Egger             |
| 12    | Man lebt nur zweimal       | 14. Okt. 2006          | Jörg Grünler          |
| 13    | Der Sumpf                  | 28. Okt. 2006          | Thorsten Näter        |
| 14    | Liebestod                  | 5. Mai 2007            | Jörg Grünler          |
| 15    | Verkauft und verraten      | 16. Aug. 2008          | Marcus Weiler         |
| 16    | Echte Kerle                | 13. Sep. 2008          | Matthias Tiefenbacher |
| 17    | Sterben statt erben        | 18. Okt. 2008          | Maris Pfeiffer        |
| 18    | Wölfe und Lämmer           | 10. Okt. 2009          | Johannes Grieser      |
| 19    | Bestien                    | 17. Apr. 2010          | Christian Görlitz     |
| 20    | Mordbier                   | 15. Okt. 2010 (ZDFneo) | Markus Imboden        |
| 21    | Tödliche Nähe              | 6. Mai 2011 (ZDFneo)   | Tobias Ineichen       |
| 22    | Liebe und Tod              | 29. Okt. 2011 (ZDFneo) | Peter Fratzscher      |
| 23    | Der tote Mann und das Meer | 14. März 2012 (ZDFneo) | Peter Keglevic        |
| 24    | Tote lügen besser          | 12. Sep. 2012 (ZDFneo) | Johannes Grieser      |

## Auszeichnungen
Die fünfte Folge, Der Liebhaber, wurde 2003 mit dem VFF TV-Movie Award (seit 2009: Bernd Burgemeister Fernsehpreis) ausgezeichnet.

## DVD-Veröffentlichungen
- 2010: Das Duo (5 DVDs), veröffentlicht wurden die Folgen 12–20, erschienen am 15. Oktober 2010 bei Sony Music Entertainment[4][5]